# Chinesischer Stör
Der Chinesische Stör (Sinosturio sinensis, Synonym: Acipenser sinensis) ist eine Fischart aus der Gattung Sinosturio. Er kommt im Chinesischen Meer vor China und Korea bis in die japanische Sagami-Bucht vor. Als anadromer Wanderfisch wandert die Art zum Laichen in den Jangtsekiang ein. Früher wurde sie auch im Gelben Fluss und im Perlfluss gefunden. Sie wird im Anhang II des Washingtoner Artenschutz-Übereinkommens als zu schützende Art geführt und auf der Roten Liste der IUCN als akut vom Aussterben bedroht (critically endangered) eingestuft.

## Geschichte
Die Störe (Acipenseridae) gehören zu einer Knochenfischgruppe die schon vor etwa 140 Millionen Jahren in den Gewässern der nördlichen Halbkugel dieser Welt lebte und heute noch 25 Arten zählt. Eine dieser Arten ist der Chinesische Stör. Dieser war in China, Japan, Nord- und Süd-Korea in Küstennähe im Gelben- und Ostchinesischen-Meer beheimatet. Um zu Laichen wanderte er den Jangtsekiang 2.500 bis 3.300 km hinauf. Seine bevorzugten Laichplätze im Jangtse und einiger seiner Zuflüsse waren turbulente Flussabschnitte zwischen steilen Klippen. Auf dem Weg dorthin stehen im 2019, oder werden gebaut, sieben Wasserkraftwerke mit unüberwindbaren Staumauern.

## Merkmale
Der Chinesische Stör weist den typischen langgestreckten Körperbau der Störe auf. Die Schnauze ist zugespitzt, die Stirn gewölbt und die Schwanzflosse asymmetrisch. Die Rückenflosse sitzt weit hinten, eine Fettflosse fehlt. Entlang des Körpers verlaufen fünf Reihen von Knochenplatten, eine entlang des Rückens, je eine auf mittlerer Höhe der Flanke und je eine am Rand des Bauches. Die vier Barteln vor dem unterständigen Maul sind relativ klein. Die 14 bis 37 Knochenplatten entlang der Flanke sind groß und höher als lang. Die Rückenreihe weist 9 bis 17 Platten auf, von denen die erste die Kopfplatte berührt. Je ein oder zwei Knochenplatten finden sich auch hinter der Rücken- und Afterflosse, beide sind aber nicht von Knochenplatten flankiert. Die ventralen Reihen weisen 8 bis 15 Platten auf. Die Bögen der Kiemenreuse tragen 14 bis 28 Strahlen. Die Rückenflosse trägt 49 bis 59 Weichstrahlen, die Afterflosse 29 bis 39. Ausgewachsene Tiere erreichen eine Länge von durchschnittlich 200 bis 330 cm und maximal etwa sechs Meter und bis zu 600 kg Gewicht.

## Lebensweise

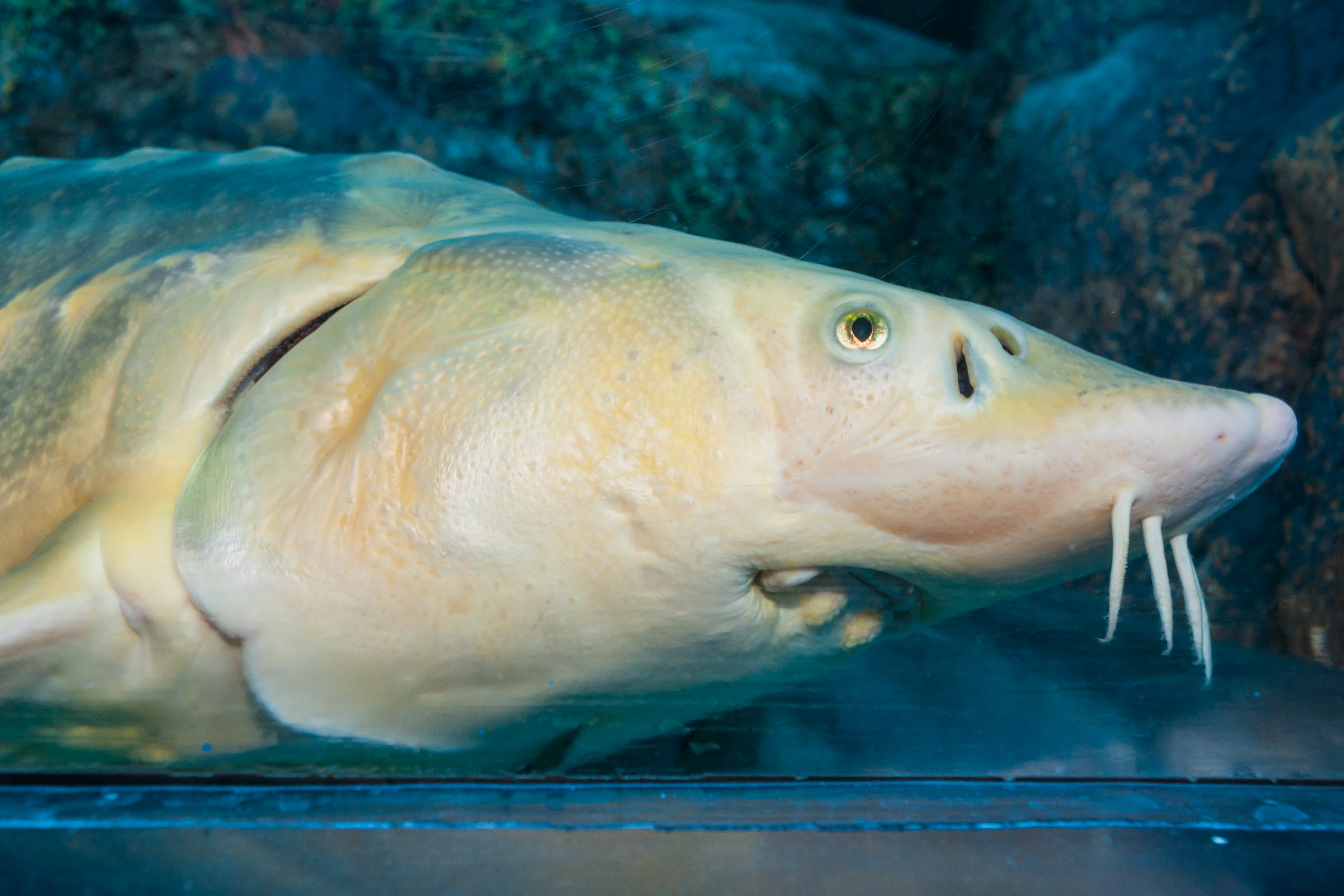
Chinesischer Stör im Dalian Laohutan Ocean Park

Männchen erreichen mit 9 bis 18 Jahren die Geschlechtsreife, Weibchen mit 14 bis 26 Jahren, das Höchstalter liegt bei 33 Jahren. Ausgewachsene Fische mit fast reifen Gonaden wandern ab Juni in den Jangtse ein. Im September oder Oktober erreichen sie nach 1.600 km die Gezhouba-Talsperre. Seit ihrem Bau (1970 bis 1988) endet hier die Wanderung der Störe flussaufwärts. Es wurden keine Fischtreppen erstellt, dafür aber nach Bauabschluss spezielle Laichgründe für den Chinesischen Stör angelegt. Man hoffte, dass die Störe ihre neuen Laichgründe annehmen und nutzen würden. In ihren angestammten Laichplätzen hielten sie sich ein Jahr auf um dann im Oktober und November ihren Laich in kies- und gesteinsreichen Regionen abzusetzen. Die Eier kleben bis zum Schlüpfen der Jungtiere am Boden. Die frisch geschlüpften Embryos schwimmen zum Licht, um mit der Strömung flussabwärts zu wandern. Etwa eine Woche später ziehen sie sich zum Flussgrund zurück, wo sie ihren Dottervorrat aufbrauchen. Nach etwa 12 Tagen beginnen die Larven, Nahrung aufzunehmen und wandern weiter flussabwärts bis ins Meer. Im Salzwasser halten sich Chinesische Störe in Bodennähe auf.

## Gefährdung
Der Chinesische Stör wird traditionell wegen seines Fleisches und des als Kaviar genutzten Rogens befischt. Durch Befischung, Verletzungen durch Schiffe und Verschmutzung sowie den Bau der Gezhouba-Talsperre ist die Art in ihrem Bestand bedroht. Die Gesamtlaichpopulation wurde in den 1970er Jahren noch auf 10.000 Tiere geschätzt. Durch den Bau der Gezhouba-Talsperre wurden die Störe in ihrem gewohnten Umfeld gestört und konnten ihre Laichplätze nicht mehr erreichen. Die Bestände gingen rapide zurück. Während in den 1980er Jahren noch etwa 3500 Tiere pro Jahr an der Jangtse-Mündung gezählt wurden, waren es 2007 nur noch etwa 250. Dies entspricht einem Rückgang zwischen 1970 und 2007 von 97,5 %.
Die chinesische Regierung gründete 1982 in Yichang das "Forschungsinstitut für den Chinesischen Stör" um die Aufzucht des bedrohten Fisches zu erforschen. Ab 1984 wurden 4,44 Millionen Embryonen freigesetzt. Um die Restbestände besser schützen zu können, wurde der Chinesische Stör 1988 mit einer staatlich geschützten Tierklassifizierung versehen.
Um auf die Bedeutung des Fisches und seine Problematik aufmerksam zu machen, wurde 1993 das Museum für den Chinesischen Stör, auf dem Gelände des Forschungsinstitut eingerichtet. Seit 1983 wird versucht durch Nachzuchtprogramme die Bestände wieder zu vermehren. Durch Optimierung der Bruttechniken gelang es Jungtiere aufzuziehen, die seit 1999 freigelassen werden. Trotz großer Anstrengungen scheint sich der Bestand nicht zu erholen.
Durch den IUCN werden regelmäßig Bestandsaufnahmen durchgeführt. Der Chinesische Stör war in China im Gelben Fluss, Jangtsekiang, Perlfluss, Min Jiang und Qiantang vorhanden. Die Ergebnisse der Zählungen vom Oktober 2009 zeigen auf, dass in allen Flüssen der Fisch als ausgestorben gilt. Im Jangtsekiang konnten lediglich im Unterlauf noch kleine Bestände ausgemacht werden. Der Chinesische Stör steht auf der "Roten Liste" der vom Aussterben bedrohter Tiere, die durch den IUCN herausgegeben wird.